# Sašo Filipovski
Sašo Filipovski (Lubiana, 6 settembre 1974) è un allenatore di pallacanestro sloveno.

## Carriera
Dal 1996 al 2003 ha ricoperto il ruolo di vice-allenatore dell'Union Olimpija, con cui ha vinto cinque campionati di pallacanestro sloveni, otto coppe nazionali ed una finale di Lega Adriatica. Dal 2003 al 2005 viene nominato head coach, ottenendo il titolo di allenatore dell'anno, oltre alla vittoria della supercoppa slovena, di un campionato e di una coppa nazionale. Nel 2005-06 torna a ricoprire il ruolo di assistant coach.
Per le successive due stagioni si trasferisce presso i polacchi del Turów Zgorzelec, con cui conquista due finali di campionato ed il titolo di allenatore dell'anno.
Nel 2009 allena il Lokomotiv Rostov, per poi passare, la stagione successiva, ai russi del CSKA Mosca in qualità di vice-allenatore.
Dal 12 gennaio 2011 ricopre il ruolo di coach della Virtus Roma, con cui ha firmato un contratto fino al 2012. Il 16 giugno la società annuncia la risoluzione consensuale del contratto. Il 18 giugno viene nominato allenatore dello Košarkarski klub Union Olimpija
Il 28 giugno 2018, Filipovski firma un contratto biennale con l'AS Monaco, venendo però sostituito da Saša Obradović il 25 febbraio del 2019.

## Palmarès[1]

### Squadra
- Campionato polacco: 2

Zielona Góra: 2014-15, 2015-16
- Coppa di Slovenia: 3

Union Olimpija: 2005, 2012, 2013
- Coppa di Polonia: 1

Zielona Góra: 2015
- Coppa di Turchia: 1

Bandırma Banvit: 2017
- Supercoppa slovena: 2

Union Olimpija: 2003, 2004
- Supercoppa polacca: 1

Zielona Góra: 2015

### Individuale
- Allenatore sloveno dell'anno 2003 con l'Union Olimpija;
- Allenatore polacco dell'anno con il Turów Zgorzelec;